# ジオ・サーチ
ジオ・サーチ株式会社（GEO SEARCH CO.,LTD.）は、東京都大田区西蒲田に本社を置く、インフラ調査会社。

## 概要
道路、港湾、空港施設などの路面下に発生した空洞、埋設物の位置情報、橋梁などのコンクリート構造物内部の劣化・危険箇所の探知を主たる業務とする。

## 沿革
- 1989年1月1日 - 東京都世田谷区にジオ・サーチ株式会社を創業。
- 1990年11月 - 建設省の開発委託を請け、「路面下空洞探査システム」を開発･実用化。
- 1995年1月 - 米国ナショナルアカデミー主催 T･R･B（Transportation Research Board）優秀論文に選ばれる。
- 1997年1月 - 対人地雷をビジュアルに探知できる「マイン アイ」を完成。
- 2001年6月 - 岡山市に岡山事務所を開設。
- 2002年6月 - 大阪市に大阪事務所を開設。
- 2004年11月　NHK『プロジェクトX』[1]で紹介される。
- 2005年2月 - 「埋設管マッピングシステム」[2]が、国土交通省「新技術情報提供システム（NETIS：New Technology Information System）」へ登録される（登録番号：No.CG-040028-V）。
- 2007年4月 - 福岡市に福岡事務所を開設。
- 2010年
  - 1月 - 「橋梁床版内部診断サービス」[3]が、国土交通省「新技術情報提供システム（NETIS：New Technology Information System）」へ登録される（登録番号：No.CG-090019-V）。
  - 11月 - 橋梁床版や道路の内部を時速60kmで探査する「SKELE-Car（スケルカー）」が完成。
- 2011年6月 - 仙台市に東北事務所を設置。札幌市に北海道事務所を設置。
- 2012年6月 - 名古屋市に中部事務所を開設。
- 2013年10月 - 研究開発センターを開設。